# 影 (2018年電影)
《影》是一部2018年中國動作劇情片，由张艺谋执导，谷軒昭任動作設計，改編自朱蘇進的原創劇本《三國·荊州》（2018年9月1日出版），但在改編時改為架空歷史背景。邓超領銜主演一人分饰雙主角子虞和境州，演繹替身與真身的對手戲故事。其他演員有鄭愷、胡軍、王千源、王景春、关晓彤、吴磊、孙俪等。
本片是一部水墨風格電影，主要以黑白呈現。該片於2018年入圍第75屆威尼斯電影節非競賽展映單元、多倫多國際電影節展映單元、倫敦影展競賽單元。定于2018年9月30日於中國大陆上映。

## 劇情簡介
战乱年代，群雄并起。割据一方的沛国安于现状，一任国主沛良（郑恺饰）慨歌太平。要冲之地境州早年为强邻炎国借去，而今据而不还。沛国都督子虞（邓超饰）前往讨伐，却中了对方大将杨苍（胡军饰）的拖刀，重伤不癒。
心有不甘的子虞暗中派出从小培养的，与自己外表、体态、举止一模一样的替身境州（邓超饰）假扮自己，总理军政，内则使令夫人小艾（孙俪饰）襄助。真假子虞切磋战法，寻求破解杨苍刀法的绝技。而另一方面，沛良恼怒子虞私自约战杨苍，不惜将妹妹長公主青萍（关晓彤饰）嫁于杨苍之子杨平（吴磊饰）为妾媾和。
淫雨霏霏，连日不开。境州上空，杀戮与机谋纠缠撕裂。境州做為誘餌，单枪匹马与杨苍大战數回合，同時間忠於子虞的大將田戰（王千源飾）率領百餘名死士偷袭得手，城內一时间血流成河，混戰中長公主及楊平雙雙身亡。
大戰過後，境州找到儿时的住处，却发现母亲已被沛良的手下杀害，他自己也险遭不测。怒不可遏的境州回到沛国，杀死沛良，嫁祸给病入膏肓的子虞，取代了他的位置。

## 演員陣容
| 演員姓名 | 角色名稱 | 原著劇本對應角色 |
| -------- | -------- | ---------------- |
| 邓超     | 子虞     | 周瑜             |
| 邓超     | 境州     | 陆逊             |
| 孙俪     | 小艾     | 小喬             |
| 郑恺     | 沛良     | 孙权             |
| 关晓彤   | 青萍     | 孫仁             |
| 王千源   | 田戰     | 吕蒙             |
| 王景春   | 魯嚴     | 鲁肃             |
| 胡軍     | 楊蒼     | 关羽             |
| 吴磊     | 楊平     | 關平             |

## 制作
2018年9月6日晚，张艺谋在威尼斯电影节上谈到本片的创作初衷时表示：「拍这个电影，最重要的还是我喜欢『替身』这个故事。在中国几千年的文化中，肯定有替身这样的文化，可是在中国没有多少人拍。替身这个职业的命运吸引着我，他们是很独特的，关注他们的命运，探讨他们的人性部分，是我的创作冲动。中国有五千年的历史文化，传统文化非常深厚，一直是我的创作源泉，《影》一定会触及很多中国传统文化，道德水平，价值判断。希望年轻人多看看传统文化的作品，《影》完全是水墨画，一种古老的绘画，希望年轻人注意到中国传统文化在电影上独特的美学。很多年来，我拍色彩鲜艳的电影，一直想拍水墨画的电影，一直有这样的冲动，这次终于完成了这样的作品。」

## 反響

### 评价
爛番茄基於19條評論，持有95%的新鮮度，平均得分7.9／10。而在Metacritic上則獲得88分。
1905电影网影评：“《影》的美学造诣是冠绝群芳的，很难想象，68岁的张艺谋选择在新的创作手法上“天然去雕饰”，把自己最擅长的色彩剥除，用最难的自然色彩去呈现水墨画这一中国文化瑰宝，实在难能可贵。除了水墨风格的美术，张导还大量运用了古琴、萧等传统中国乐器为电影配乐，用这种方式去诠释《影》，有着特殊的意义。《影》中演员的表演是值得肯定的，尤其是邓超。邓超驾驭了两个人的性格表演，特别是子虞的歇斯底里，他演得惟妙惟肖。郑恺的表情变化多端也很好地诠释了这一人物性格。”

### 争议
2018年11月17日，中央音樂學院作曲系教師董穎達宣佈代表學校配樂團隊的十二位成員，就向在《影》使用他們創作音樂但未於片尾署名的行為，正式起訴發行方乐创文娱侵權。不過，乐创文娱表示董颖达团队的配乐与出品方和导演的创作理念未能达成一致，出品方便另行聘请委托吴立群（藝名捞仔）重新为电影创作，并使用了捞仔版本的配乐。因此，公映版电影署名的为捞仔，同时也为董颖达进行了“前期作曲”的署名。而捞仔也在微博发文强调片中音乐均由他本人独立完成，外加另外聘请演奏家重新录制。在创作电影《影》音乐过程中，他始终未听过董女士创作过的音乐；即便是有相似之处，也并非董女士原创，而是常规作曲技法，因此不算抄袭。捞仔要求董颖达立即停止散布不实言论，否则将采取维权行动。

## 獎項及提名
| 獎項           | 類別       | 得獎人或提名人 | 結果 | 參考   |
| -------------- | ---------- | -------------- | ---- | ------ |
| 多倫多國際影展 | 觀眾票選獎 | 張藝謀         | 提名 | [ 12 ] |
| 倫敦影展       | 最佳影片   | 張藝謀         | 提名 | [ 12 ] |

### 第55屆金馬獎
| 年份   | 獲提名       | 獎項             | 結果 |
| ------ | ------------ | ---------------- | ---- |
| 2018年 | 《影》       | 最佳劇情長片     | 提名 |
| 2018年 | 張藝謀       | 最佳導演         | 獲獎 |
| 2018年 | 鄧超         | 最佳男主角       | 提名 |
| 2018年 | 孫儷         | 最佳女主角       | 提名 |
| 2018年 | 李威、張藝謀 | 最佳改編劇本     | 提名 |
| 2018年 | 趙小丁       | 最佳攝影         | 提名 |
| 2018年 | 王星會       | 最佳視覺效果     | 獲獎 |
| 2018年 | 馬光榮       | 最佳美術設計     | 獲獎 |
| 2018年 | 陳敏正       | 最佳造型設計     | 獲獎 |
| 2018年 | 谷軒昭       | 最佳動作設計     | 提名 |
| 2018年 | 撈仔         | 最佳原創電影音樂 | 提名 |
| 2018年 | 楊江、趙楠   | 最佳音效         | 提名 |

### 第39屆香港電影金像獎
| 年份   | 獲提名 | 獎項             | 結果 |
| ------ | ------ | ---------------- | ---- |
| 2020年 | 《影》 | 最佳亞洲華語電影 | 提名 |

## 備註
1. ↑  樂視影業（北京）有限公司；上海騰訊影業文化傳播有限公司；完美威秀娛樂（香港）有限公司

## 外部連結
- 互联网电影数据库（IMDb）上《影》的资料（英文）
- 时光网上《影》的資料（简体中文）
- 豆瓣电影上《影》的資料 （简体中文）